# NWA Canadian Television Championship
El NWA Canadian Television Championship fue un campeonato de segunda categoría de Toronto de NWA afiliada a la Maple Leaf Wrestling desde 1982 hasta 1984, cuando el título fue abandonado después de que la promoción dejara la NWA para unirse a la World Wrestling Federation (WWF). El viejo título de la TV canadiense fue luego usado por el Campeonato de Peso Pesado del ahora difunto Apocalypse Wrestling Federation en Toronto.

## Lista de campeones
| Luchador        | N.º             | Fecha                   | Lugar            | Notas                                                                                            |
| --------------- | --------------- | ----------------------- | ---------------- | ------------------------------------------------------------------------------------------------ |
| Jay Youngblood  | 1               | 27 de junio de 1982     | Toronto, Ontario | Ver listaDerrotó a The Destroyer en la final de un torneo para convertirse en el primer campeón. |
| Private Nelson  | 1               | 17 de octubre de 1982   | Toronto, Ontario |                                                                                                  |
| Terry Kay       | 1               | 26 de diciembre de 1982 | Toronto, Ontario |                                                                                                  |
| Private Nelson  | 2               | 27 de marzo de 1983     | Toronto, Ontario |                                                                                                  |
| Vacante         | Vacante         | Junio de 1983           |                  | Ver listaVacante cuando Nelson dejó la empresa.                                                  |
| Mike Rotunda    | 1               | 7 de agosto de 1983     | Toronto, Ontario | Ver listaDerrotó a Don Kernodle en la final de un torneo para ganar el vacante título.           |
| Don Kernodle    | 1               | 16 de octubre de 1983   | Toronto, Ontario |                                                                                                  |
| Brian Adidas    | 1               | 10 de junio de 1984     | Toronto, Ontario |                                                                                                  |
| Título retirado | Título retirado | Julio de 1984           |                  | Ver listaMaple Leaf Wrestling se unió a la WWF.                                                  |